# Debrona cervina
Debrona cervina är en insektsart som beskrevs av Walker, F. 1870. Debrona cervina ingår i släktet Debrona och familjen vårtbitare. Inga underarter finns listade i Catalogue of Life.